# La llama negra
La llama negra (título original en inglés: The Black Flame) es una novela posapocalíptica de ciencia ficción escrita por Stanley G. Weinbaum. Su comienzo se sitúa varios cientos de años luego de que la mayoría de la humanidad es eliminada por una plaga, y narra la historia de una familia de inmortales que buscan conquistar el mundo mediante ciencia avanzada. 
El libro se divide en dos novelas: El origen de la llama y La llama negra. Refieren a un hermano y una hermana que han devenido inmortales. En El origen de la llama la hermana es una especie de Juana de Arco, liderando la batalla contra los mutantes de la humanidad. Para la época de La llama negra está cansada, y piensa que la inmortalidad puede ser aburrida.
La llama negra fue muy revisada luego de su primera publicación. Sam Moskowitz supervisó una nueva edición reconstruida a partir de los manuscritos originales. Fue reeditada con el mismo título por Tachyon Publications en 1995, recuperando 18 000 palabras que habían sido quitadas. 

## Primeras ediciones
- Startling Stories, enero de 1939, (ed. Mort Weisinger, publ. Better Publications, Inc., $0.15, 132pp)
- The Black Flame, (1948, Stanley G. Weinbaum, publ. Fantasy Press, $3.00, 240pp, Portada: A. J. Donnell
- Fantastic Story Magazine, primavera 1952, (abril 1952, ed. Samuel Mines, publ. Best Books, Inc., $0.25, 148pp)
- The Black Flame, (1953, Stanley G. Weinbaum, publ. Harlequin, #205, $0.35, 223pp) Tapa: Friede
- The Black Flame, (abril de 1969, Stanley G. Weinbaum, publ. Avon, #V2280, $0.75, 223pp,) Tapa: Ronald Walotsky
- La Flamme Noire, (junio 1972, Stanley G. Weinbaum, publ. Albin Michel (Albin Michel - Science-Fiction #1), 253pp[2]